# ティム・ツィヴェヤ
ティム・ツィヴェヤ（Tim Civeja、2002年1月4日 - ）は、ドイツ・ダッハウ出身のサッカー選手。1.FCザールブリュッケン所属。ポジションはミッドフィールダー。

## クラブ経歴
2015年までTaFグロンタール (TaF Glonntal)でプレーした後、FCアウクスブルクの下部組織に加入した。2021年1月16日、ブンデスリーガのブレーメン戦にてトップチームデビューを果たしが、試合は0-2で敗戦した。
2022年6月23日、FCインゴルシュタット04にシーズン終了までレンタル移籍。
2023年夏、1.FCザールブリュッケンに移籍した。

## 代表経歴
U-18とU-19代表世代でドイツ代表出場経験がある。

## 人物
バイエルン州のダッハウにて、アルバニア人の両親の下に生まれた。